# Corimbion balteum
Corimbion balteum är en skalbaggsart som beskrevs av Martins 1970. Corimbion balteum ingår i släktet Corimbion och familjen långhorningar. Inga underarter finns listade i Catalogue of Life.